# Академическая гребля на летних Олимпийских играх 1900 — восьмёрки
Соревнования среди восьмёрок по академической гребле среди мужчин на летних Олимпийских играх 1900 прошли 25 и 26 августа. Приняли участие 46 спортсменов из пяти стран.

## Призёры
| Золото | Серебро | Бронза |
| США Джон Гайгер · Гарри ДеБекке · Джеймс Джувенал · Уильям Карр · Роско Локвуд · Эдвард Марш · Эдвин Хидли · Джон Эксли · Луис Абель | Бельгия Жюль де Бишо · Проспер Бруггеман · Морис Верднок · Оскар де Кок · Марсель ван Кромбрюгге · Франк Одберг · Оскар де Сомвиль · Морис Хемельсот · Альфред ван Ландегем | Нидерланды Франсуа Брандт · Йоханнес ван Дейк · Релоф Кляйн · Руурд Леегстра · Вальтер Миддельберг · Хендрик Офферхаус · Вальтер Тейссен · Хенрикус Тромп · Германус Брокман |

## Соревнование

### Полуфинал
| Место | Страна | Результат |
| ----- | --- | --------- |
| 1     | Нидерланды Франсуа Брандт, Йоханнес ван Дейк, Релоф Кляйн, Руурд Леегстра, Вальтер Миддельберг, Хендрик Офферхаус, Вальтер Тейссен, Хенрикус Тромп, Германус Брокман  | 4:59,2    |
| 2     | Бельгия Жюль де Бишо, Проспер Бруггеман, Морис Верднок, Оскар де Кок, Марсель ван Кромбрюгге, Франк Одберг, Оскар де Сомвиль, Морис Хемельсот, Альфред ван Ландегем   | 5:00,2    |
| 3     | Германия Артур Варнке, Густав Госслер, Оскар Госслер, Эрнст Женквель, Эдгар Катценштайн, Вальтер Катценштайн, Теодор Лауреццари, Вальдем Титгенс, Александер Гляйхман | 5:04,8    |

| Место | Страна | Результат |
| ----- | --- | --------- |
| 1     | США Джон Гайгер, Гарри ДеБекке, Джеймс Джувенал, Уильям Карр, Роско Локвуд, Эдвард Марш, Эдвин Хидли, Джон Эксли, Луис Абель | 5:15,4    |
| —     | Франция Рене Валефф, Гуильберт, Демаре, Дорлия, Картон, Коко, Луи Мартине, Шантро, неизвестный рулевой                       | DNF       |

### Финал
| Место | Страна | Результат |
| ----- | --- | --------- |
| 1     | США Джон Гайгер, Гарри ДеБекке, Джеймс Джувенал, Уильям Карр, Роско Локвуд, Эдвард Марш, Эдвин Хидли, Джон Эксли, Луис Абель                                          | 6:07,8    |
| 2     | Бельгия Жюль де Бишо, Проспер Бруггеман, Морис Верднок, Оскар де Кок, Марсель ван Кромбрюгге, Франк Одберг, Оскар де Сомвиль, Морис Хемельсот, Альфред ван Ландегем   | 6:13,8    |
| 3     | Нидерланды Франсуа Брандт, Йоханнес ван Дейк, Релоф Кляйн, Руурд Леегстра, Вальтер Миддельберг, Хендрик Офферхаус, Вальтер Тейссен, Хенрикус Тромп, Германус Брокман  | 6:23,0    |
| 4     | Германия Артур Варнке, Густав Госслер, Оскар Госслер, Эрнст Женквель, Эдгар Катценштайн, Вальтер Катценштайн, Теодор Лауреццари, Вальдем Титгенс, неизвестный рулевой | 6:33,0    |